# Berger Dezső
Nem összekeverendő Benedek (született Berger) Dezső (1869 – 1932) építész, fővárosi képviselővel.
Berger Dezső (Budapest, 1886. május 19. – Budapest, 1938. november 3.) zsidó származású magyar építész.

## Életútja
Izraelita családban született, szülei Berger Ignác és Herzog Jozefa.
1907 és 1910 között rendkívüli hallgatóként végezte tanulmányait a Magyar Királyi József Műegyetemen. 1907-ben választmányi póttagja, majd egy év múlva választmányi tagja lett a Magyar Építő- és Iparművészeti Rajzolók Országos Egyesületének. 1910-ben az egyesület Ullmann Gyula-féle tervpályázatán első díjat nyert. Első ismert műveit is ebben az időszakban tervezte. Főleg lakóházak dicsérik a keze munkáját. Épületeinek jellegzetességei a német Jugendstil hatását mutató geometrikus formák és a Franz Metzner munkásságát idéző maszkok.
1919. november 11-én Budapesten, a Józsefvárosban feleségül vette Fischof Magdolnát. Házasságukból két gyermek született, Miklós és Zsuzsanna.
52 éves korában hunyt el. Halálának oka szívgyengeség, vakbélgyulladás és hashártyagyulladás volt. A Kozma utcai izraelita temetőben helyezték örök nyugalomra.

## Legfontosabb művei Budapesten
| Sorszám | Leírás                    | Cím                               | Építés éve | Kép |
| ------- | ------------------------- | --------------------------------- | ---------- | --- |
| 1.      | Lakóház.                  | XIV. ker. Bíbor utca 7.           | 1910-1911  |     |
| 2.      | Vajda Márton háza.        | XIII. ker. Hegedűs Gyula utca 36. | 1911       |     |
| 3.      | Lakóház.                  | I. ker. Batthyány utca 26.        | 1911 k.    |     |
| 4.      | Háromemeletes ház.        | I. ker. Jégverem utca 6.          | 1911-1912  |     |
| 5.      | Reich Jakab és neje háza. | VI. ker. Szív utca 42.            | 1913-1914  |     |

## Galéria

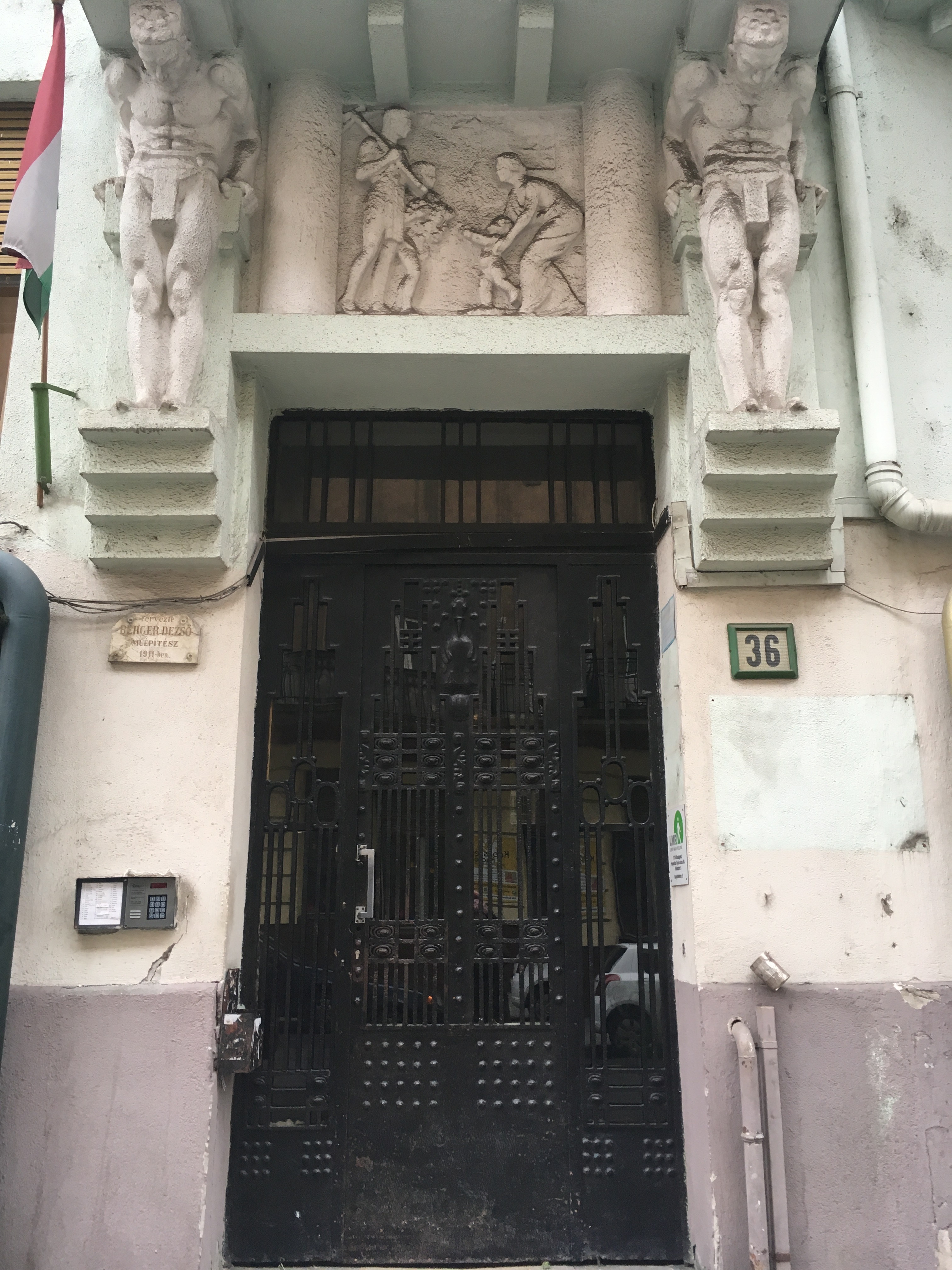
Budapest, XIII. ker. Hegedűs Gyula utca 36. Részlet. (Épült: 1911)
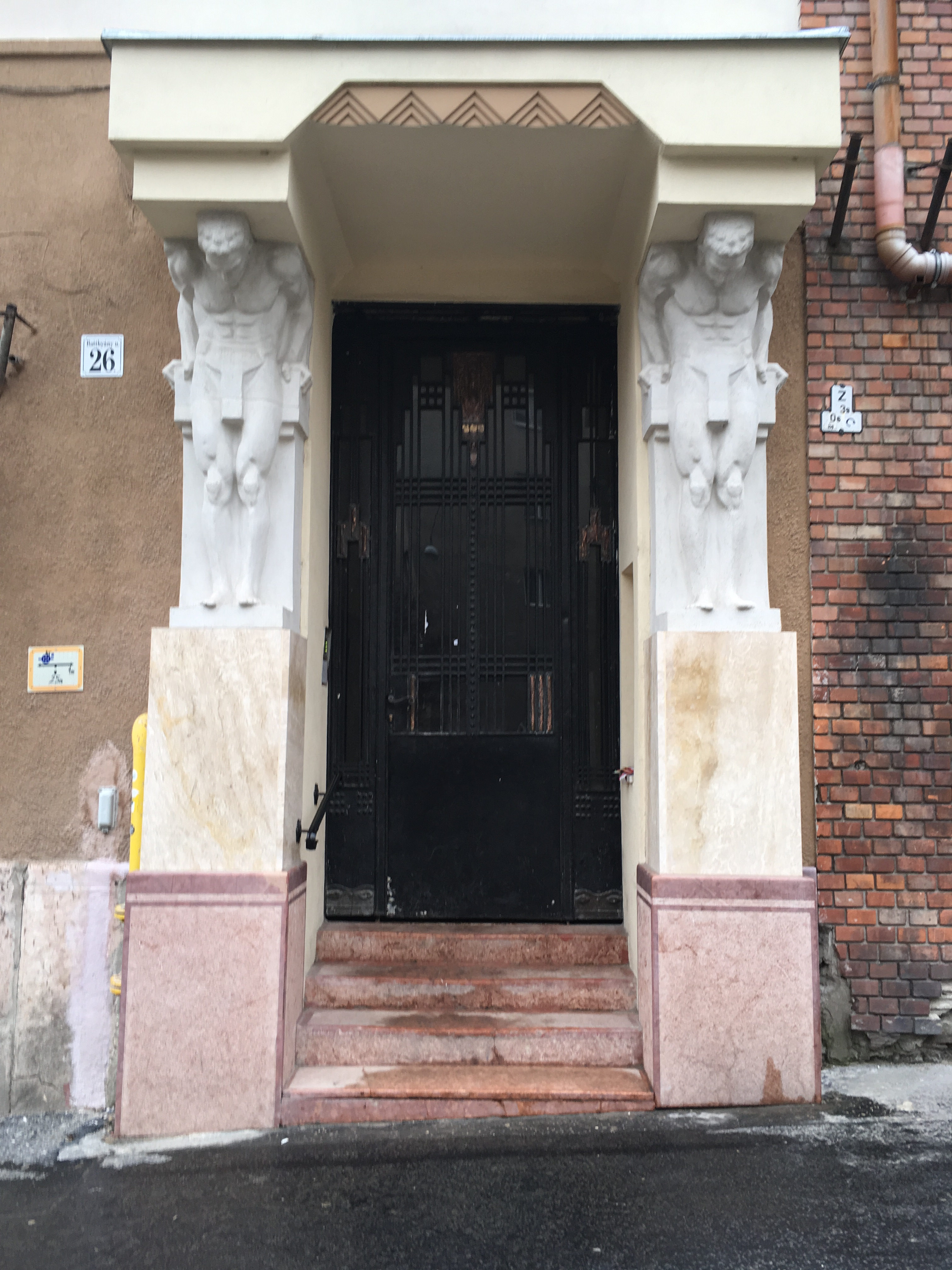
Budapest, I. ker. Batthyány utca 26. Részlet. (Épült: 1911 körül)
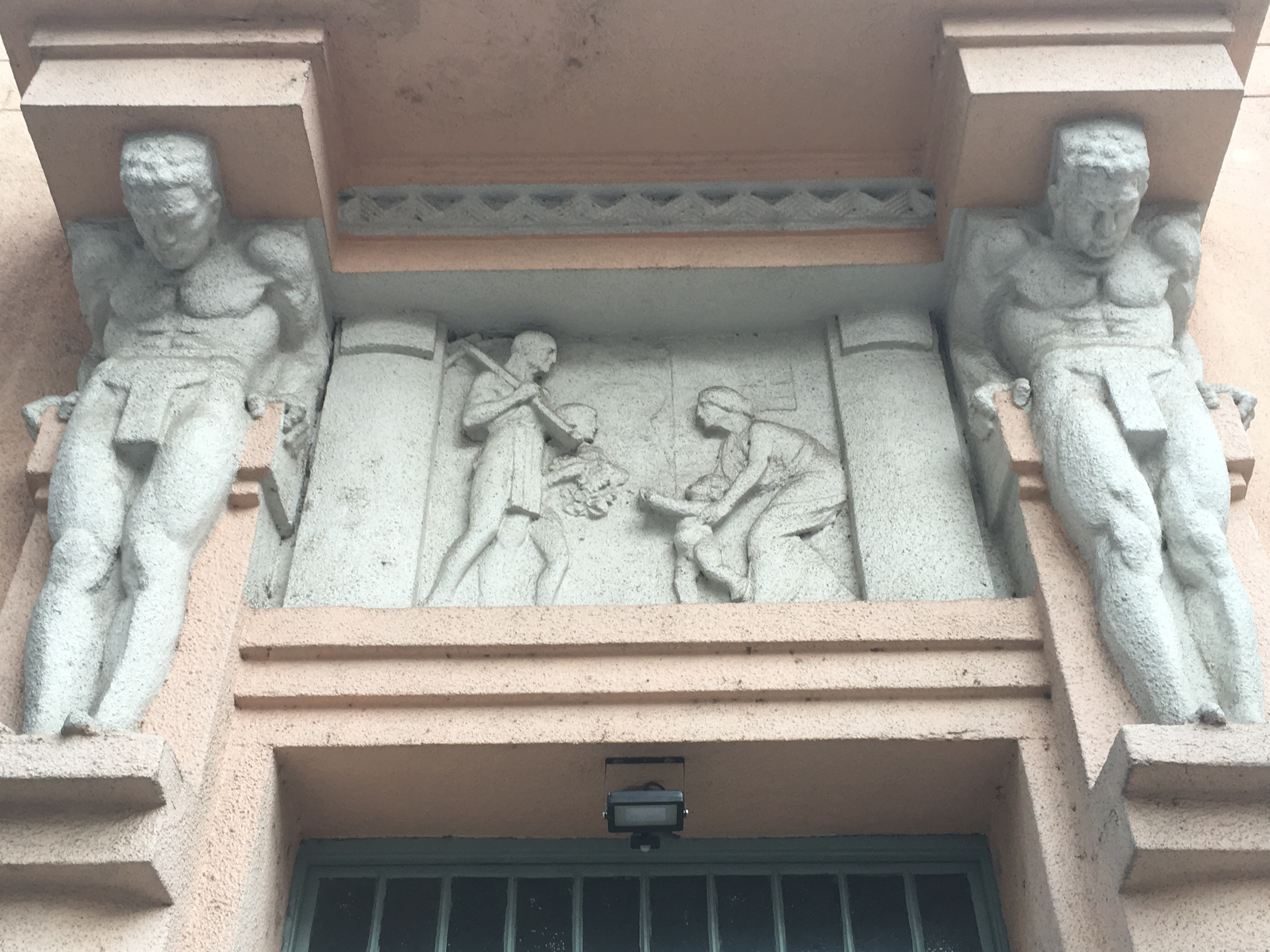
Budapest, I. ker. Jégverem utca 6. Részlet. (Épült: 1911-1912)